# Ashong
Ashong est un village du Cameroun situé dans l’arrondissement de Batibo, dans le département de Momo et dans la Région du Nord-Ouest. C'est aussi le siège d'une chefferie traditionnelle de 2e degré.

## Géographie

### Localisation
Le village d’Ashong est localisé à 5° 46′ 38″ N, 9° 57′ 57″ E. Il se trouve à environ 28 km de distance de Bamenda, le chef-lieu de la Région du Nord-Ouest et à environ 273 km de distance de Yaoundé, la capitale du Cameroun.

### Climat
Ashong possède un climat de savane avec hiver sec. La température moyenne annuelle est de 26,1 °C et les précipitations moyennes annuelles sont de 1 534,4 mm.

## Population
Lors du recensement de 2005, on a dénombré 6 054 habitants à Ashong, dont 2 746 hommes et 3 308 femmes.